# Dark Raver (Fort Fun)
Dark Raver, voorheen Jungle Rock, is een round-upattractie in het Duitse attractiepark Fort Fun Abenteuerland en is gebouwd door HUSS Park Attractions.

## Geschiedenis
Onder de naam Jungle Rock werd de attractie in 1988 geopend in Avonturenpark Hellendoorn. De attractie werd uit het park verwijderd in 2006.
Datzelfde jaar opende de round-upattractie in het Duitse attractiepark Fort Fun Abenteuerland onder de naam Dark Raver. De attractie staat in Fort Fun overdekt opgesteld en kreeg het belichting en opzwepende trancemuziek die afgespeeld wordt tijdens de rit.